# 笹野積次
笹野 積次（ささの せきじ、1914年頃 - 2004年以前）は、静岡県出身のサッカー選手。

## 来歴
静岡県立志太中学校（現・静岡県立藤枝東高等学校）の4期生にあたり、同中学5期生の松永行は1年後輩に当たる
志太中を卒業後は早稲田大学に入学して、ア式蹴球部に入部した。在学中の1936年に開催されたベルリンオリンピックの日本代表に選出されたが出場機会は無かった。
また、在学中の1938年6月に開催された全日本蹴球選手権大會（第18回天皇杯全日本サッカー選手権大会）の優勝メンバーとなった。現役引退後は静岡県の職員を務めた。
なお、詳細な没年は不明であるが、2004年3月時点で故人となっている

## 所属クラブ
- 静岡県立志太中学校（現・静岡県立藤枝東高等学校）
- 早稲田大学